# Mcal·listerita
La mcal·listerita és un mineral de la classe dels borats. Va ser anomenada l'any 1965 per Waldemar Schaller, Angellina Calomeris Vlisidis, i Mary Emma Mrose en honor de James Franklin McAllister, geòleg del USGS (Servei Geològic dels Estats Units); fou qui va descriure el material per primer cop. El mineral tipus es conserva a la Smithsonian.

## Característiques
La mcal·listerita és un borat de fórmula química Mg₂[B₆O₇(OH)₆]₂·9H₂O. Cristal·litza en el sistema trigonal. La seva duresa a l'escala de Mohs és 2,5.
Segons la classificació de Nickel-Strunz, la mcallisterita pertany a «06.FA: Neso-hexaborats» juntament amb els següents minerals: aksaïta, rivadavita, admontita i teruggita.

## Formació i jaciments
S'ha descrit com a mineral secundari en vetes en basalts com aproducte d'alteració de colemannita i priceïta i com a mineral primari en borats metamorfitzats. Sovint es troba associat a sassolita, ginorita, guix, starkeyïta, rivadavita, hexahydrita, hydroboracita i hungchaoïta. S'ha descrit a l'Argentina, el Kazakhstan, els Estats Units i la Xina.